# Episodi di Un giustiziere a New York (prima stagione)
La prima stagione della serie televisiva Un giustiziere a New York è stata trasmessa in anteprima negli Stati Uniti d'America dalla CBS tra il 18 settembre 1985 e il 8 aprile 1986.
| nº | Titolo originale     | Titolo italiano       | Prima TV USA      | Prima TV Italia |
| -- | -------------------- | --------------------- | ----------------- | --------------- |
| 1  | Pilot                |                       | 18 settembre 1985 |                 |
| 2  | China Rain           | Rapimento a Chinatown | 25 settembre 1985 |                 |
| 3  | The Defector         | Padre e Figlia        | 2 ottobre 1985    |                 |
| 4  | The Lock Box         | Una Brutta Avventura  | 9 ottobre 1985    |                 |
| 5  | Lady Cop             | Lady Cop              | 16 ottobre 1985   |                 |
| 6  | The Confirmation Day |                       | 23 ottobre 1985   |                 |
| 7  | The Children's Song  | Weekend Movimentato   | 30 ottobre 1985   |                 |
| 8  | The Distant Fire     | La Morte a Distanza   | 6 novembre 1985   |                 |
| 9  | Mama's Boy           | Mammone               | 13 novembre 1985  |                 |
| 10 | Bump and Run         | La Resa dei Conti     | 20 novembre 1985  |                 |
| 11 | Desperately          | Il Killer             | 4 dicembre 1985   |                 |
| 12 | Reign of Terror      |                       | 11 dicembre 1985  |                 |
| 13 | Back Home            |                       | 18 dicembre 1985  |                 |
| 14 | Out of the Past      |                       | 15 gennaio 1986   |                 |
| 15 | Dead Drop            |                       | 22 gennaio 1986   |                 |
| 16 | Wash-Up              |                       | 29 gennaio 1986   |                 |
| 17 | Torn                 |                       | 5 febbraio 1986   |                 |
| 18 | Unnatural Causes     |                       | 12 febbraio 1986  |                 |
| 19 | Breakpoint           |                       | 19 febbraio 1986  |                 |
| 20 | No Conscience        |                       | 5 marzo 1986      |                 |
| 21 | Unpunished Crimes    |                       | 1º aprile 1986    |                 |
| 22 | Pretenders           |                       | 8 aprile 1986     |                 |